# Lactobacillus delbrueckii subsp. bulgaricus
Lactobacillus delbrueckii subsp. bulgaricus (до 1984 г. известна като Lactobacillus bulgaricus – Лактобацилус булгарикус) е една от бактериите, използвани за производството на кисело мляко. За първи път е идентифицирана през 1905 г. от българския доктор Стамен Григоров. Бактерията се храни с лактоза и произвежда млечна киселина, благодарение на която млякото се съхранява.
Лактобацилус булгарикус е кръстена на България – страната, в която за първи път е открита и използвана. Бактерията се среща свободно в природата на България. При попадане в мляко и при определени условия бактерията причинява естествена млечно-кисела ферментация, водеща до получаване на това, което наричаме кисело мляко.

## Откриване
Бактерията е описана за първи път през 1905 г. Това е направено от българския студент Стамен Григоров в доклад, изнесен в института „Пастьор“, Париж. По това време той следва медицина в Женева. Оригиналната библиография на първооткривателската статия е:
Grigoroff, Stamen.  Étude sur une lait fermenté comestible. Le „Kissélo mléko“ de Bulgarie. Revue Médicale de la Suisse Romande. Genéve. Georg&G., Libraires-Éditeurs. Librairie de L’Université. 1905
Стамен Григоров изследва микрофлората на българското кисело мляко и открива, че подквасването се дължи на една пръчковидна и една кълбовидна бактерия. По-късно пръчковидната бактерия е наречена Lactobacillus bulgaricus, а кълбовидната – Streptococcus thermophilus.
Благодарение на Лактобацилус булгарикус киселото мляко е естествен пробиотик, който има голямо благотворно влияние върху човека. Проблемът с киселото мляко е, че съдържа голямо количество „баласт“, т.е. вещества, които са неутрални за човека, а полезната част е много малка. Един от първите пробиотици в света е разработен от проф. Никола Александров през 80-те години на 20 век в България именно на базата на Лактобацилус булгарикус. Той представлява свръхконцентрат на кисело мляко – изсушено кисело мляко, съдържащо само полезната част, без излишния „баласт“, както и разградени белтъци и всички аминокиселини в подходяща за усвояване форма.

## История на изследванията свързани с Lactobacillus bulgaricus
В началото на 20 век българският лекар д-р Стамен Григоров, по това време студент в Женева, открива специален вид Lactobacilli в проби от българското кисело мляко и го нарича Lactobacillus bulgaricus. 
В своите класически трудове известният руски учен Иля Мечников – един от основателите на съвременната имунология, свързва дълголетието на българския народ с консумацията на кисело мляко и набляга на факта, че Lactobacillus bulgaricus е единствената бактерия, която никога не е увреждала човешкия организъм по какъвто и да било начин. Мечников е първият учен създал лечебен препарат на базата на Lactobacillus bulgaricus, наречен „Lactobacillin“. 
През 1951 г. д-р Иван Богданов изолира от българското кисело мляко специален щам Lactobacillus bulgaricus – „I. Bogdanov patent strain tumoronecroticance B-51“ – ATCC 21815, накратко наричан „LB51Ò“. Вече 50 години щамът „LB51Ò“ се култивира върху специална течна хранителна среда, което повлиява както морфологията, така и биологичните свойства на щама. В началото, успоредно с търсенето на оптимални условия за култивиране и поддържане на изолирания щам много важна задача е била изолирането и пречистването на антибиотично вещество открито от д-р Иван Богданов. Освен млечната киселина синтезирана от щама той е също така много мощен производител на антибиотично вещество с широк спектър на антибактериално действие, което по-късно е приложено в създаването на препарата „NORMOFLORÒ“. През 1956 г. д-р Иван Богданов открива, че щамът „LB51Ò“ проявява силна противоракова активност, доста различна от тази на цитостатиците и химиотерапевтиците, използвани по това време. През 1959 г. е създаден Научноизследователски институт за противоракови антибиотици, чийто наследник е малката фармацевтична фирма „Деодан лаборатории“ ООД (днес „ДеоДан“ ЕООД). В началото изследванията са насочени към търсене на оптимални условия за култивиране и поддържане на изолирания щам, разработване на тумор-некротизиращите и имуномодулиращите му качества, както и пречистване на антибиотичното вещество, синтезирано от него.
Първоначалните клинични изпитания са проведени от проф. П. Попхристов и д-р Иван Богданов, като са използвани непречистени екстракти от „LB51Ò“, инжектирани интратуморно при случаи със спино- и базоцелуларен карцином. Като резултат от химическото пречистване на „туморонекротизиращото вещество“ на „LB51Ò“ през 1966 г. д-р Иван Богданов създава препарат, предварително наречен „Blastolysin“ (сега „Deodan“ (за i.v.)), използван за стандартна тест субстанция и определен като гликопептид от клетъчните стени на Lactobacillus Bulgaricus „LB51Ò“.
През 1967 г. д-р Иван Богданов започва прилагането на перорален препарат. Първоначално препаратът носи името „Antibioticum Bulgaricum – AB“, след това е наречен не съвсем удачно „ANABOL“ (няма нищо общо с анаболните хормони), а сега носи името на търговската марка „DEODANÒ“ – високомолекулно съединение, съдържащо мурамил-пептиди.

## Основни насоки на изследвания свързани с LB51

### Противотуморна активност
Повече от 70 щама на микроорганизми са изследвани за антитуморна активност, но само щамът „LB51Ò“ демонстрира изявено тумор-некротизиращо действие. Техниката за тестване на активността е избрана да бъде подобна на това, което наблюдаваме в човешката онкология – когато диагнозата е точно определена, туморът вече е нараснал. За модел е избран един от най-злокачествените експериментални тумори: Sarcoma 180 – със 100% смъртност. Първите публикации за противораковата активност на веществото, произвеждано от „LB51Ò“ срещу Sarcoma 180 са направени през 1958 г. Оттогава екстракти от Lactobacillus Bulgaricus „LB51Ò“ са били тествани върху различни експериментални и спонтанни тумори в редица институти и лаборатории. „LB51Ò“ демонстрира противотуморен ефект in vivo върху трансплантирани тумори при мишки (Sarcoma 180, Ehrlich's solid carcinoma, melanoma, melanosarcoma B-16, plasmocytoma MOPS 315, adenocarcinoma ACATOL) и е използван за експириментална противотуморна терапия при хора.
Над 2000 фракции от екстракт от „LB51Ò“ са тествани за туморонекротизираща активност върху повече от 150 000 мишки. Твърде бързата некроза, която се проявява след интравенозното приложение на „Blastolysin“, води до токсични ефекти, дължащи се на бърз разпад на туморната маса. Това е причината за замразяването на клиничното изпитване на интравенозния препарат и търсенето на други начини на приложение.

### Имуномодулираща активност
През 1967 г. д-р Иван Богданов започва приложението на пероралния препарат. Туморонекротизиращата активност на пероралния препарат е представена много по-умерено в относително по-дълъг период от време и без каквито и да било странични ефекти. Друго предимство на оралното приложение на препарата „DEODANÒ“ е добре известната безвредност на лактобацилите, поемани чрез киселото мляко. Изследванията върху острата и хроничната токсичност на „DEODANÒ“ при мишки, плъхове и кучета, показват, че 750 mg/kg, прилагани ежедневно в продължение на 6 месеца, не водят до никакви патологични промени. LD50 при мишки е повече от 5000 mg/kg per os и 1700 mg/kg i.p. Предварителните клинични изследвания, направени от д-р Иван Богданов, са публикувани в малка монография: „Наблюдения върху терапевтичния ефект на противораковия препарат от Lactobacillus Bulgaricus LB51Ò, изпробван върху 100 онкологично болни пациенти“. Първото нещо, което се наблюдава, е категорично подобрение на общото състояние на пациентите, проявяващо се чрез нормализиране на кръвната картина като резултат на регенериращите процеси главно в костния мозък. Това е причината да се потърси лабораторно потвърждение и обяснение на клетъчно равнище на механизма на стимулация на регенеративните процеси и имунитета, открити първоначално по време на предварителните клинични наблюдения.
Проведени са експерименти с „дългосрочни миши костномозъчни клетъчни култури“. Влиянието на „DEODANÒ“ е чрез стимулиране на стромните клетки в костния мозък. Тези данни, както и терапевтичният ефект на препарата за възстановяването и регенеративните процеси след увреждания на хемопоезата, причинени от химио – и/или лъчетерапия, ни дадоха основание да смятаме, че „DEODANÒ“ индуцира ендогенни колонии-стимулиращи фактори. Нашите резултати показват, че „DEODANÒ“ има активиращ ефект върху функциите на макрофагите и това съответства на научни съобщения за действието на други мурамил пептид, съдържащи модификатори на биологичния отговор. Нашите експерименти върху in vitro и in vivo ефектите на „DEODANÒ“ върху макрофаги/моноцити показват, че препаратът активира тези клетки, за да синтезират и отделят TNF, IL-6, IL-1 и колонии-стимулиращи фактори. Изследвания ни показват, че приложението на „DEODANÒ“ води до ендогенно производство на TNF. Предполага се, че натуралният TNF, отделян в организма, има по-голяма цитотоксична активност и по-слаби токсични ефекти от рекомбинантния TNF. Антитуморният ефект на „DEODANÒ“, наблюдаван при проведените клинични изпитания, може да бъде отдаден на активирането на макрофагите и производството на TNF-alpha, IL-6 и IL-1. Възможно е „DEODANÒ“ да индуцира и други цитокини освен TNF-alpha, IL-6 и IL-1 чрез активиране на цитокинната мрежа.

### Противоязвена и антибиотична активност
На базата на активния принцип „LB51Ò“ е разработен биологичен препарат за лечение на язви и гастрити. Продуктът не съдържа алкализиращи вещества и аналгетици. Антибиотичните (пробиотичните) качества на щама „LB51Ò“ са използвани от д-р Иван Богданов за създаването на лечебния препарат „NORMOFLORÒ“, който се състои от изсушени (лиофилизирани) живи бактерии, измерени в изключително висок титър от живи клетки за грам. Препаратът се произвежда от фирма „ДеоДан“ ЕООД. Клиничните изпитания на „NORMOFLORÒ“ както в хуманния, така и във ветеринарния сектор на приложение, показват перспективите на такъв вид биологични препарати за третирането на чревни инфекции от бактериален произход и дизбактериози, предизвикани от лечение с антибиотици и/или сулфонамиди.

### Диетични храни, диетични продукти и кисело мляко
Щамът „LB51Ò“ е използван при разработването на технологии за производство на диетични и здравословни продукти като: напитки, сладоледи, соево кисело мляко и кисело мляко. Извлеченият през 1951 г. от киселото мляко щам „LB51Ò“ е използван успешно в Япония за производството на прочутото „Meiji Bulgaria Yoghurt LB51Ò“ от 1984 г.
Бактерията Lactobacillus delbrueckii subsp. Bulgaricus се използва и при производството на българското бяло саламурено сирене и влияе на неговите специфични характеристики.

## Терапевтични свойства
- Деодан Архив на оригинала от 2007-09-27 в Wayback Machine. – терапевтични свойства на щам Lactobacillus bulgaricus – „I. Bogdanov patent strain tumoronecroticance B-51“ – ATCC 21815
- Ефекти Благоприятни ефекти на лактобацилус булгаркус върху организма (англ.)